# Ennio Preatoni

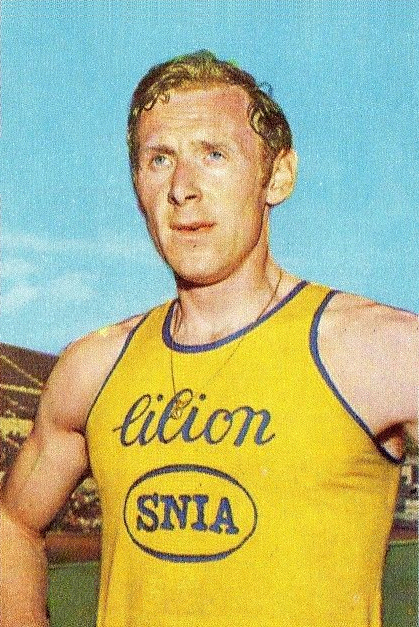
Ennio Preatoni (1970)

Ennio Preatoni (* 11. Dezember 1944 in Garbagnate Milanese) ist ein ehemaliger italienischer Sprinter.
Bei den Olympischen Spielen 1964 in Tokio wurde er Siebter in der 4-mal-100-Meter-Staffel.
1966 wurde er bei den Europameisterschaften in Budapest Achter über 200 Meter und Sechster in der 4-mal-100-Meter-Staffel. Im Jahr darauf gewann er bei den Mittelmeerspielen 1967 Bronze über 100 Meter.
Bei den Olympischen Spielen 1968 in Mexiko-Stadt wurde er Siebter in der 4-mal-100-Meter-Staffel und schied über 100 Meter im Vorlauf aus.
Mit der italienischen 4-mal-100-Meter-Stafette gewann er Bronze bei den Europameisterschaften 1971 in Helsinki und wurde Achter bei den Olympischen Spielen 1972 in München.
1968 und 1970 wurde er Italienischer Meister über 100 Meter.

## Persönliche Bestzeiten
- 100 m: 10,2 s, 30. Mai 1970, Madrid
- 200 m: 21,32 s, 1. September 1966, Budapest